# 上海人民保安队总指挥部旧址
上海人民保安队总指挥部旧址是位于中華人民共和國上海市黄浦区中山东一路13号海关大楼410、412、413室的一處紀念地址。
1949年4月中旬，中共上海市委恢复上海人民团体联合会的活动，并将各种纠察队、护厂队、消防队等组织统一合併為上海人民保安队，分6个区队，上海市共有6万余人。1949年5月24日晚，上海人民保安队总指挥部设立在海关大楼四楼原缉私课税务司办公室内。中共地下上海市委书记张承宗、上海人民保安队总指挥沈涵、参谋长孙有余等在此辦公。5月27日，上海全境被中國人民解放軍佔領後，上海人民保安队队员和中國人民解放军一起在街头巡邏，防衛工厂、机关、仓库等場所。5月28日，中共中央华东局和上海市委将上海人民保安队改組为上海工人纠察队，受上海总工会筹备委员会纠察部领导。
1989年7月1日，上海人民保安队总指挥部旧址标牌揭幕。同年11月17日被上海市人民政府公布为上海市纪念地点。